# La Luz (Valencia)
La Luz o La Llum es un barrio de la ciudad de Valencia, perteneciente al distrito de Olivereta. Está situado al oeste de la ciudad y limita al norte con Soternes, al este y sur con La Fuensanta, y al oeste con el municipio de Chirivella. Parte del barrio pertenece a Chirivella, zona que limita con la V30, la Avenida del Cid, Avenida La Luz y con la parte perteneciente a Valencia. La población correspondiente a la parte de Valencia según el censo de 2022 era de 5.044 habitantes.

## Patrimonio

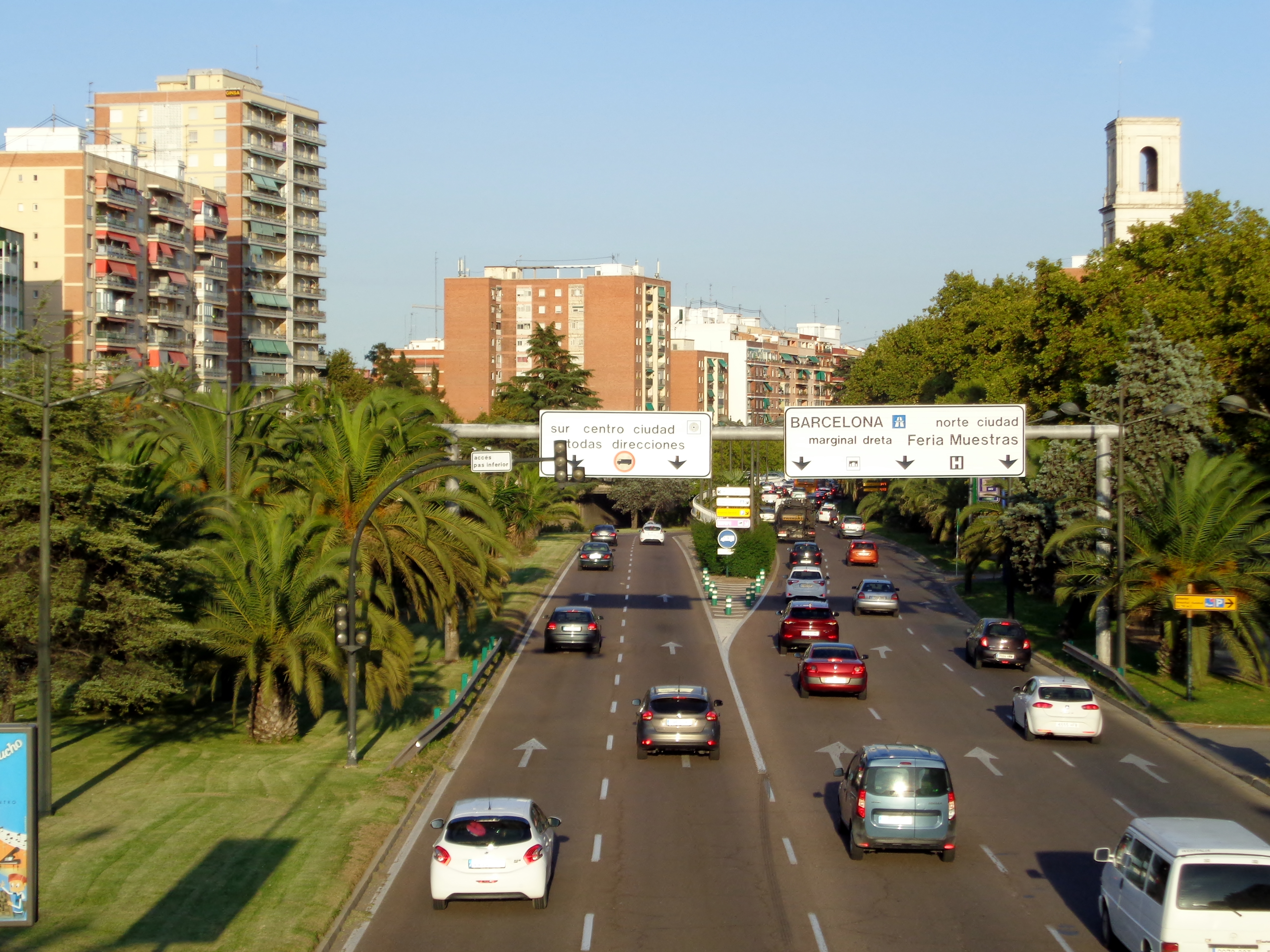
La avenida del Cid en el barrio de la Luz.

- Ermita de San Miguel de Soternes: Se construyó en la primera mitad del siglo XV con la congrua dotación del poeta Joanot Martorell como iglesia del desaparecido caserío de Soternes.[2] De la primitiva edificación subsiste el templo de estilo gótico, que es de una sola nave dividida en tres tramos abovedados con nervaturas góticas decoradas en sus ménsulas y claves. En 1881 se acometió una reforma que desfiguró notablemente el conjunto: se abrieron capillas laterales derribando los contrafuertes y se cubrió el interior de revoques y pinturas que ocultan la primitiva fábrica.[2] El exterior, coronado por una espadaña, no presenta nada notable, ya que aparece asimismo muy desfigurado. Adosada a dicha ermita subsiste la antigua casa del ermitaño o rector, y que se encuentra totalmente restaurada, cerrada hasta finales del siglo XIX con una interesante puerta mudéjar.[2]